# Merremia porrecta
Merremia porrecta är en vindeväxtart som beskrevs av Pilger. Merremia porrecta ingår i släktet Merremia och familjen vindeväxter. Inga underarter finns listade i Catalogue of Life.